# Petrúpoli
Petrúpoli (görögül: Πετρούπολη) Görögország Attika régiójában Athén egyik északnyugati elővárosa. 1946-ban lett önálló község, 1972-ben  önkormányzati státuszt kapott. Itt tartják meg minden évben a Petra Fesztivált.

## Népesség
| Év   | Lakosság |
| ---- | -------- |
| 1981 | 27 902   |
| 1991 | 38 278   |
| 2001 | 48 327   |
| 2011 | 58 979   |